# Chaloenus suturalis
Chaloenus suturalis es una especie de insecto coleóptero de la familia Chrysomelidae.

## Distribución geográfica
Habita en las Islas Aru (Indonesia).